# Jean Nocret

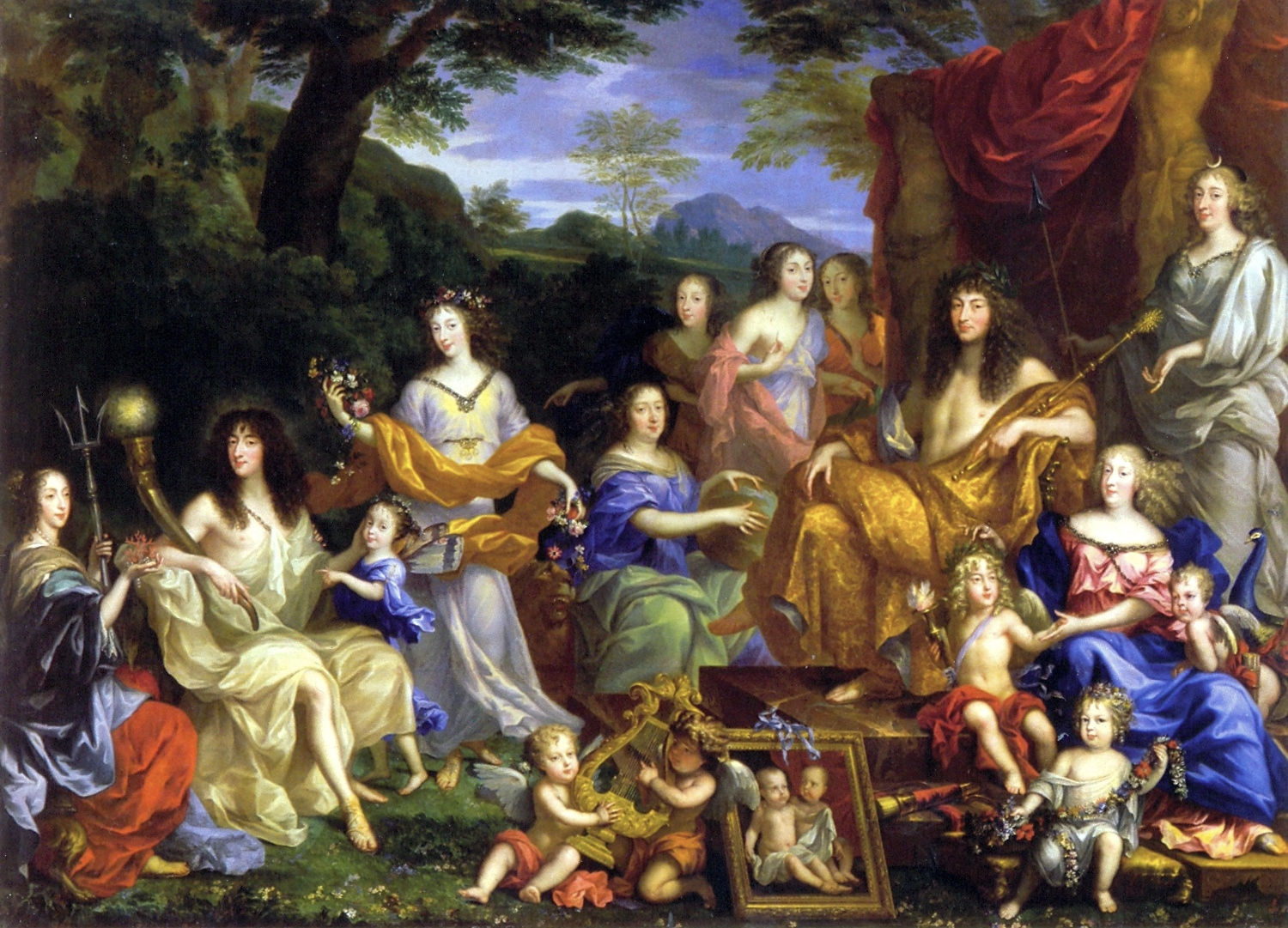
Retrato de grupo da Família Real Francesa vestida como personagens da mitologia greco-romana. Nessa representação o rei Luís XIV é Apolo (1670). Os demais personagens são identificados na página da imagem no Wikimedia Commons.

Jean Nocret (dezembro de 1615/17, Nancy — Novembro 1672, Paris) foi um pintor francês reputado por seu trabalho com retratos da Família Real Francesa. Vários retratos de origem incerta foram atribuídos a ele.

## Biografia
Jean Nocret foi aluno de Jean LeClerc. Mais tarde, viajou para Roma, onde conheceu Nicolas Poussin e fez alguns trabalhos para o patrono de Poussin, Paul Fréart de Chantelou.
Nocret voltou a Paris em 1644. Cinco anos depois, conseguiu uma nomeação como pintor do rei Luís XIV e Gastão, Duque de Orléans, também servindo como camareiro do rei. Em 1657, acompanhou o Bispo de Comminges numa missão diplomática a Portugal e realizou retratos da Família Real Portuguesa. De volta a Paris, em 1660, foi contratado pelo novo duque de Orléans para decorar os interiores do Palácio de Saint-Cloud com cenas da mitologia grega. O Palácio foi posteriormente destruído, durante a Guerra Franco-Prussiana. Três anos depois, sua pintura “O Arrependimento de São Pedro” lhe rendeu um lugar na Academia Real de Pintura e Escultura francesa na qual se tornou professor em 1664.
Seu filho, Jean-Charles (1648–1719), igualmente, era retratista, mas também produzia pintura histórica. Após a morte do pai, Jean-Charles foi chamado para decorar os aposentos da rainha em Versalhes.